# Casas de los Pinos
Casas de los Pinos es un municipio español situado en el extremo suroeste de la provincia de Cuenca, en la comunidad autónoma de Castilla-La Mancha, a unos 120 km de la capital provincial.

## Geografía
Se extiende en un terreno típicamente manchego, propio de la comarca de La Mancha Conquense a la que pertenece. El municipio se alza a 725 metros sobre el nivel del mar y se encuentra a 122 kilómetros de la capital provincial. Está atravesado por la autopista AP-36 y la N-301. 
Además de la villa se encuentran dentro del término municipal, entre otros, los siguientes caseríos, barrios y aldeas: Casas de Roldán (conocida también por Casas de Gachas, el mayor núcleo de población), Los Estesos, Los Luises, Monte Orenes, Ventas de Alcolea, Casa del Ángel, Casa Grande, Venta Nueva, Cuarto del Escape, Casilla de Chapé, Los Torres, Los Girones, Los Galindos, Casa Pacheco, etc.
De todos estos caseríos y aldeas, antaño habitados, con una modesta y tradicional pero autosuficiente agricultura, muy pocos son los que, en la actualidad se encuentran habitados.
| Noroeste: San Clemente              | Norte: San Clemente | Nordeste: Casas de Fernando Alonso |
| Oeste: San Clemente y Villarrobledo |                     | Este: Casas de Haro                |
| Suroeste: Villarrobledo             | Sur: Villarrobledo  | Sureste: Minaya                    |

## Demografía
Casas de los Pinos cuenta con una población de 389 habitantes (INE 2024).
| Gráfica de evolución demográfica de Casas de los Pinos entre 1842 y 2021                                            |
| |
| Población de derecho según los censos de población del INE Población de hecho según los censos de población del INE |

El censo municipal de Casas de los Pinos, en los años 1940-50 alcanzó la cifra de 1100 habitantes y en los años 1970-80 se redujo a 315 habitantes, causado por la emigración a ciudades de mayor prosperidad, especialmente, Alicante, Valencia, Barcelona y Madrid, entre otras.

## Historia
Tiene escasa entidad histórica, está demostrado por una serie de aspectos económicos, de escasez de edificios históricos... Teniendo en cuenta que dependía de San Clemente y que esta villa empieza a despuntar en las letras de la historia casi en la época de los Reyes Católicos. 
Nos remontamos al siglo XVII cuando encontramos por primera vez el nombre de "Pinos" referido a un pequeño poblado que por entonces sería Casas de los Pinos. 
En el siglo XVIII en un manuscrito que comprende todos los pueblos de Cuenca no aparece Casas de los Pinos, deduciendo que sería una aldea de poca entidad de población y casi desconocida. En el reinado de Fernando VI, en 1752, vuelve a aparecer en un documento el nombre de la aldea de Pinos, denominación que fue utilizada al referirse a esta villa hasta bien entrado el siglo XIX.

## Administración y política
| Periodo   | Nombre                    | Partido       |
| --------- | ------------------------- | ------------- |
| 1979-1983 | Saturnino Buedo Fernández | AP            |
| 1983-1987 | Casimiro Martínez Parra   | Independiente |
| 1987-1991 | Acacio Paños Martínez     |               |
| 1991-1995 | Ramiro López Martínez     | PSOE          |
| 1995-1999 | José María Madrid Mota    | PP            |
| 1999-2003 | José María Madrid Mota    | PP            |
| 2003-2007 | Antonio Ruiz García       | PP            |
| 2007-2011 | Antonio Ruiz García       | PP            |
| 2011-2015 | Antonio Ruiz García       | PP            |
| 2015-2019 | Antonio Ruiz García       | PP            |
| 2019-2023 | Oliverio Ruiz Nieto       | PP            |

## Economía
La actividad del municipio gira en torno a sus viñedos y a la Cooperativa del Campo Nuestra Señora de la Candelaria, que elabora vinos de alta calidad y excelente degustación.

## Cultura

### Patrimonio

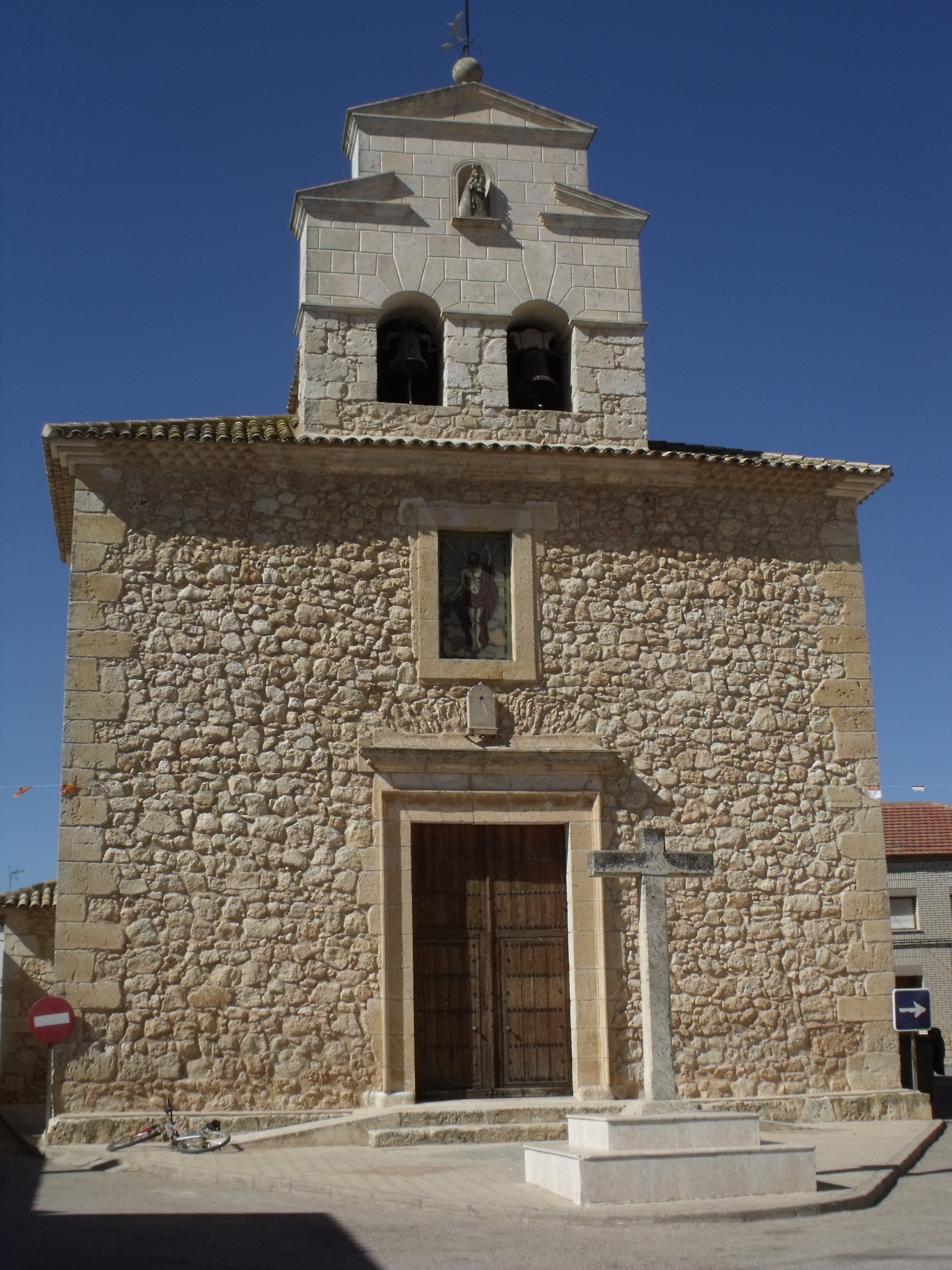
Fachada de la iglesia

- Iglesia parroquial Nuestra Señora de la Purificación. Iglesia de buena traza y bien conservada. Fachada sencilla al Sur rematada por espadaña con dos huecos para las campanas. Bajo ésta, portada adintelada. Esquinales y huecos todos de sillería. En el interior de una sola nave con bóveda de arista en el tramo intermedio y de cañón en la cabecera y a los pies.
- Ermita de San Antón

### Fiestas
- El primer fin de semana de febrero son las fiesta patronales en honor a Nuestra Señora la Virgen de las Candelas, La Candelaria. El día grande de la fiesta es el día 2 de febrero. Se celebran procesiones, se elige a la reina de las fiestas, hay bailes, juegos populares, fuegos artificiales el sábado de las fiestas y bailes regionales.

- Desde principios del siglo XXI es tradición celebrar el primer fin de semana de agosto las fiestas del Reencuentro, celebradas para reunir a todos aquellos hijos del pueblo que por motivos de trabajo tuvieron que abandonarlo hace años emigrando a ciudades próximas como Valencia, Alicante, Barcelona, Madrid o Albacete. Las fiestas duran tres días con actividades diarias para todos los públicos, desde los más pequeños hasta los ancianos, y baile - verbena nocturna en el parque de la villa.